# Remis Fulgance Dandjinou
Pour les articles homonymes, voir Dandjinou.
Remis Fulgance Dandjinou, né en 1968 à Bobo-Dioulasso, est un journaliste et homme politique burkinabè. Il est ambassadeur du Burkina Faso en France depuis 2021.

## Biographie
Remis Fulgance a passé son enfance à Bobo-Dioulasso. Après son baccalauréat, il rejoint Ouagadougou pour l’université. Il fait des études en histoire et archéologie et s'intéresse aussi au journalisme. D’octobre 1990 à septembre 1994, il travaille à la Radio nationale du Burkina Faso. En 1995, il est nommé rédacteur en chef de la radio Pulsar. À la télévision Canal 3, il anime l'émission Carton rouge. Journaliste et historien, il a été un acteur dans l'insurrection populaire du Burkina Faso à travers ses analyses contre la modification de l'article 37 de la Constitution.

## Carrière politique
Après les élections de 2015, il est nommé ministre de la Communication, et des Relations avec le Parlement, fonction qu'il occupe jusqu’en 2021. Il est depuis le 6 octobre 2021 ambassadeur du Burkina Faso en France,,. Il est par ailleurs délégué permanent auprès de l'UNESCO et représentant du président Roch Marc Christian Kaboré à l’Organisation internationale de la francophonie.

## Distinctions
- 2002 : Prix Galian dans la catégorie meilleure émission de débat radiodiffusée
- 2005 : Prix Galian, catégorie meilleure émission de débat télévisuelle
- 2009 : Prix spécial Assemblée Nationale, meilleure émission pour le développement de la démocratie.